# Eugène Marius Chaboud
Eugène Marius Chaboud (Lione, 12 aprile 1907 – Montfermeil, 28 dicembre 1983) è stato un pilota automobilistico francese.
Ha disputato 3 Gran Premi di Formula 1 con una Talbot-Lago.

## Carriera
Figlio di un imprenditore di successo, Chaboud si interessò inizialmente all'atletica. Fu solo l'incontro con Jean Trémoulet che fece nascere in lui la passione per l'automobilismo e, nel 1936, prese parte alla sua prima gara. L'anno seguente prese quindi parte a diverse corse in salita ed eventi locali, ma debuttò anche alla 24 Ore di Le Mans. Proprio alla fine del 1937 vinse la sua prima gara e nel 1938 si impose, in coppia con Tremoulet, alla 24 Ore di Le Mans. Lo stesso anno ottenne il suo primo successo nei rally. Fondò quindi l'Écurie France nel 1939, con cui conquistò il primo posto alla Parigi-Nizza, ma lo scoppio della seconda guerra mondiale lo costrinse ad interrompere la propria carriera.
Terminato il conflitto riprese immediatamente a correre e, nel 1946, vinse il Gran Premio del Belgio per vetture sport ed ottenne vari piazzamenti nelle gare disputate nel suo Paese. Nel 1947 conquistò poi il titolo di campione francese e conobbe Charles Pozzi, con cui intraprese una collaborazione lavorativa, fondando con lui l'Écurie Lutetia. In questo periodo non andò mai oltre un quarto posto al Gran Premio delle Nazioni a Ginevra. Le vetture della Delahaye da lui utilizzate non erano infatti competitive e decise di dedicarsi soprattutto al commercio di auto. Continuò comunque a prendere parte a vari eventi sportivi, tra cui la 24 Ore di Le Mans e il Rally di Montecarlo. Nel 1950 fece il suo debutto in Formula 1 e al Gran Premio di Francia ottenne il suo unico piazzamento a punti con un quinto posto. Il punteggio gli venne però dimezzato per essersi scambiato la macchina con Philippe Étancelin, cosa comunque consentita dai regolamenti dell'epoca. L'anno seguente rimase, però, vittima di un brutto incidente e decise di dedicarsi solamente ai rally, da cui si ritirò comunque nel 1953.
Abbandonato il mondo delle corse gestì la sua impresa di rivendita di automobili. Morì nel 1983.

## Risultati in Formula 1
| 1950 | Scuderia       | Vettura     |  |  |  |  |     |   |  |  | Punti | Pos. |
| ---- | -------------- | ----------- |  |  |  |  | --- | - |  |  | ----- | ---- |
| 1950 | Pilota privato | Talbot-Lago |  |  |  |  | Rit | 5 |  |  | 1     | 20º  |

| 1951 | Scuderia       | Vettura     |  |  |  |   |  |  |  |  | Punti | Pos. |
| ---- | -------------- | ----------- |  |  |  | - |  |  |  |  | ----- | ---- |
| 1951 | Pilota privato | Talbot-Lago |  |  |  | 8 |  |  |  |  | 0     |      |

| Legenda | 1º posto     | 2º posto | 3º posto    | A punti         | Senza punti/Non class.  | Grassetto – Pole position Corsivo – Giro più veloce |
| Legenda | Squalificato | Ritirato | Non partito | Non qualificato | Solo prove/Terzo pilota | Grassetto – Pole position Corsivo – Giro più veloce |